# Mars 1901

## Événements
- 1 mars, Allemagne: entrée en service du train suspendu à Elberfeld surplombant sur une distance de 13 km la vallée de la Wupper.
- 2 mars, Etats-Unis/Cuba : l’amendement Platt reconnaît un droit d’intervention des États-Unis à Cuba. D’abord rejeté par la Convention constitutionnelle cubaine, il est finalement adopté après trois mois de pressions américaines.
- 5 mars, France: 
  - parution de "Claudine à Paris", de Colette, signé comme "Claudine à l'école" paru un an avant par son mari Willy.
  - une circulaire ministérielle interdit l'enseignement de l'histoire au-delà de 1875 dans les lycées et collèges.

- 6 mars, Allemagne : attentat anarchiste contre l'empereur Guillaume II.

- 9 mars : 
  - les Canadiens d'origine japonaise obtiennent le droit de vote en Colombie-Britannique.
  - commercialisation en France de la Végétaline.

- 10 mars, France : fondation du club omnisports du Stade rennais.
- 15 mars, France:
  - inauguration du champ de courses de Saint-Cloud.
  - exposition d'oeuvres de Van Gogh à la galerie Bernheim à Paris.
- 16 mars, France: "Quo Vadis", le célèbre roman de Henryk Sienkiewicz est joué au Théâtre de la Porte Saint-Martin à Paris.

- 23 mars :
  - Philippines : Emilio Aguinaldo est déposé et emprisonné par les Américains.
  - Russie (calendrier julien): interdiction des relations directes entre zemstvos.

- 24 mars, France : publication du recensement français qui dénombre 38 962 000 habitants dans l'Hexagone.

- 25 mars, Grande-Bretagne : démonstration du premier moteur diesel.
- 29 mars, France: vote par la Chambre des Députés de la loi sur les associations.
- 31 mars, Autriche-Hongrie : première à Prague de l'opéra d'Antonin Dvorak, "Rusalka".

## Naissances
- 3 mars : Claude Choules, britannique, dernier vétéran de la Première Guerre mondiale (toutes nationalités confondues) († 5 mai 2011).
- 4 mars : Norah Borges, peintre argentin († 20 juillet 1998).
- 6 mars : 
  - Germaine Poinso-Chapuis, femme politique française, première femme à être ministre en France († 18 février 1981).
  - Josef Hölzl, juriste et haut fonctionnaire ministériel allemand († 30 septembre 1975).
- 13 mars : Paul Fix, acteur et scénariste américain († 14 octobre 1983).
- 18 mars: Tatiana Gsovsky, danseuse germano-russe († 29 septembre 1993).
- 26 mars : Marie Brudieux, supercentenaire française († 2 avril 2015).
- 27 mars : 
  - Louis Leprince-Ringuet, physicien français, académicien († 23 décembre 2000).
  - Erich Ollenhauer, homme politique allemand († 14 décembre 1963).

## Décès
- 2 mars : George Mercer Dawson, explorateur et scientifique (° 1er août 1849).
- 6 mars : Robert Grant Haliburton, avocat et anthropologue canadien (° 3 juin 1831).